# Pierre-Michel Beck
Pour les articles homonymes, voir Beck.
Pierre-Michel Beck, surnommé « Pim », né le 12 février 1938 à Saint-Germain-en-Laye, est un acteur français. 
Sa carrière fut précoce, marquante et brève. Il y renonce à l'âge de dix-sept ans.

## Biographie
Pierre-Michel Beck fait des débuts remarqués au cinéma en interprétant le petit héros de onze ans du film de Jean Delannoy, tourné et sorti en 1951, Le Garçon sauvage, avec Madeleine Robinson dans le rôle de sa mère. Si le jeune acteur a alors treize ans, il ne les paraît guère. Il est alors appelé par la presse "le nouveau Robert Lynen".
En 1953, Claude Autant-Lara lui confie le rôle principal de son film Le Blé en herbe, devenu depuis un classique du cinéma français. Il y est supposé avoir presque dix-sept ans et y joue aux côtés de Nicole Berger dans le rôle de Vinca et d'Edwige Feuillère dans celui de la « dame en blanc ».
La même année, il tourne dans L'Âge de l'amour de Lionello De Felice ; il y partage la vedette avec Marina Vlady. Le film sort en France début 1954.
Après ces trois films, où il tient chaque fois un rôle central, sinon le rôle principal, Pierre-Michel Beck abandonne le métier d'acteur, parce qu'on ne lui propose aucun rôle et qu'il préfère se consacrer à ses études. Sa scolarité ayant été retardée par les différents tournages et par une tournée théâtrale en province, il obtient son baccalauréat à 21 ans. Il se marie en 1968 et, en 1969, est chef de deux services de vente de matériel scientifique et vit à Neuilly-sur-Seine.

## Filmographie
- 1951 : Le Garçon sauvage de Jean Delannoy : Simon, le « garçon sauvage »
- 1953 : Le Blé en herbe de Claude Autant-Lara : Phil Audebert, le jeune
- 1954 : L'Âge de l'amour (L'età dell'amore) de Lionello De Felice : André, le jeune amoureux